# کربوکسی هموگلوبین

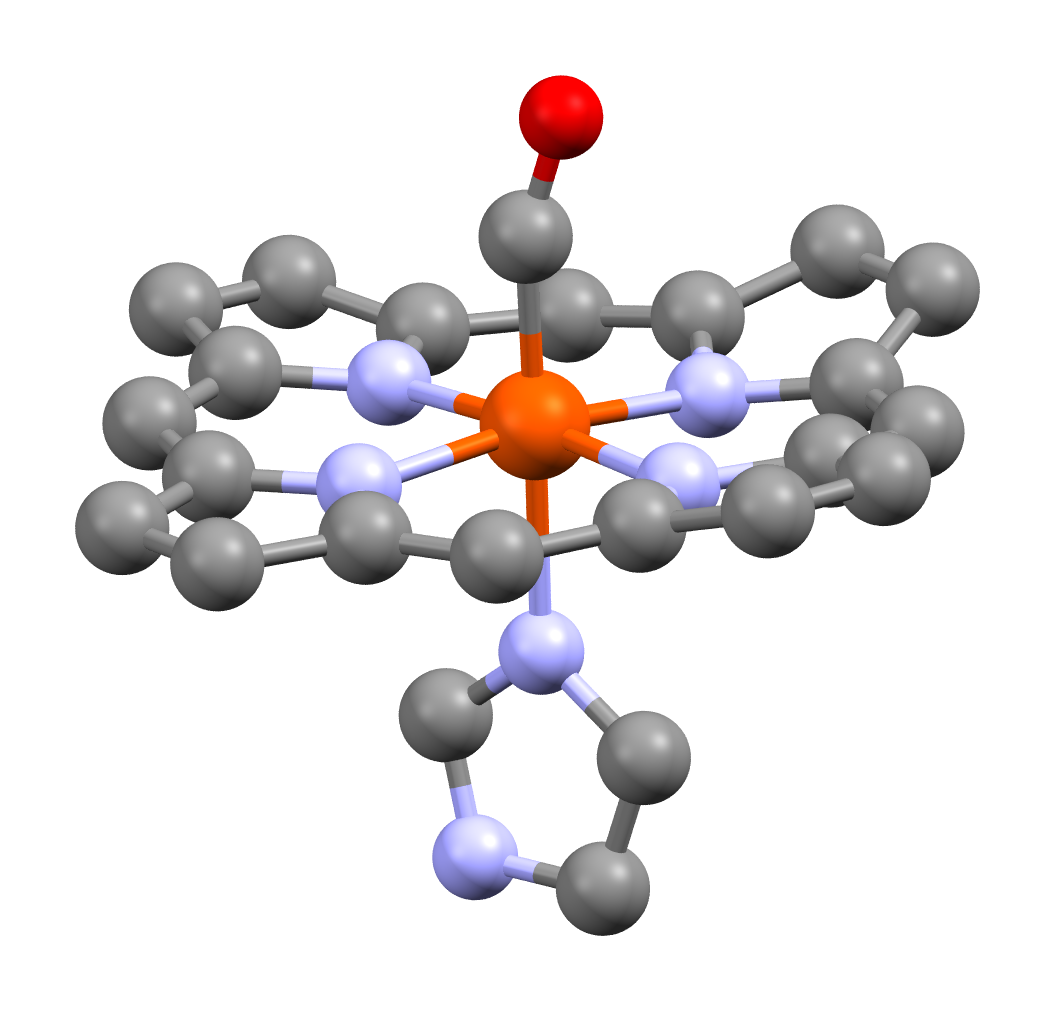
یک واحد هم که به منوکسیدکربن متصل شده است.

کربوکسی هموگلوبین (به انگلیسی: Carboxyhemoglobin) با نماد COHb یا HbCO، ترکیبی پایدار از کربن مونوکسید و هموگلوبین هست که با تماس کربن مونوکسید و گلبول قرمز خون ایجاد می‌شود. قرار گرفتن در معرض میزان کم کربن مونوکسید باعث کاهش توانایی هموگلوبین برای تحویل اکسیژن به بافت می‌شود زیرا تشکیل کربوکسی هموگلوبین ساده‌تر از اکسی هموگلوبین است.
منوکسیدکربن یک ماده ساده می‌باشد که از متابولیسم طبیعی ایجاد می‌شود. سیگار کشیدن (از طریق استنشاق مونوکسیدکربن) باعث افزایش میزان این ماده در خون به میزان چندین برابر بیشتر از غلظت طبیعی آن می‌شود.

## وابستگی هموگلوبین به منوکسیدکربن
هر هموگلوبین از چهار گروه هم (به انگلیسی: heme) یا آهن تشکیل شده که هرکدام قابلیت اتصال به یک اتم اکسیژن به شکل برگشت‌پذیر را دارند. اتصال اکسیژن به هرکدام از محلهای آهن باعث تغییر شکل در پروتئین شده که در نهایت اتصال اکسیژن به سایر اتم‌های آهن را هم تسهیل می‌کند. منوکسیدکربن هم به همان محلی که اکسیژن متصل می‌شود، متصل می‌گردد اما اتصال منوکسیدکربن با آهن 250 بار محکمتر است.
به‌طور معمول اتصال اکسیژن و هموگلوبین در ریه انجام می‌شود و در پی آن در بافتی که فشار اکسیژن پایین است اکسیژن از هموگلوبین آزاد شده و در بافت رها می‌شود. در مقابل زمانی که منوکسیدکربن با هموگلوبین متصل می‌شود جدا شدن آن از هموگلوبین به آسانی جدا شدن اکسیژن نیست. میزان انتشار آهسته مونوکسیدکربن باعث انباشته شدن کربوکسی هموگلوبین در خون می‌شود. به همین دلیل ملکول‌های هموگلوبین کمتر در دسترس خواهند بود و فرد به تدریج دچار خفگی تدریجی با منوکسیدکربن خواهد شد.

## سمیت منوکسیدکربن
از آنجا که اتصال منوکسیدکرین و هموگلوبین پایدار است و جدا شدن این دو ماده از هم به آرامی انجام می‌شود میزان هموگلوبین کمتری برای انتقال اکسیژن از ریه به بافتها در دسترس است. تبدیل هموگلوبین به کربوکسی هموگلوبین که در علم پزشکی به آن کربوکسی هموگلوبینمیا می‌گویند می‌شود و در نهایت منجر به مسمومیت یا مرگ می‌شود. میزان پایین منوکسیدکربن منجر به ایجاد علائم محرومیت از اکسیژن مانند خستگی، گیجی و ناهشیاری می‌شود.
نیمه‌عمر کربوکسی هموگلوبین در خون ۴ تا ۶ ساعت است. با استفاده از اکسیژن با مقدار کم می‌توان این زمان را به ۳۵ تا ۷۰ دقیقه کاهش داد. علاوه بر این استفاده از چادر اکسیژن در مقایسه با استفاده از اکسیژن به تنهایی می‌تواند تأثیر بیشتری در کاهش میزان کربوکسی هموگلوبین در خون داشته باشد.
کربوکسی هموگلوبین خطر ترومبوز را افزایش می‌دهد. تصور می‌شود که سیگار از طریق همین مکانیزم خطر ابتلا به بیماری ترومبوآمبولی را افزایش می‌دهد. وزن نوزادانی که از مادران سیگاری متولد شدند نسبت به مادرانی که سیگار مصرف نمی‌کردند کمتر است. علاوه بر این چون هموگلوبین جنینی نسبت به هموگلوبین افراد بالغ قدرت جذب منوکسیدکربن بیشتری دارد بنابراین جنین مادران سیگاری از هیپوکسی خفیف رنج می‌برند و همچنین چون منوکسیدکربن موجب اتقباض عروق جفت می‌شود، بنابراین میزان رشد جنین در مادران باردار کمتر خواهد بود.